# 白腰文鳥
白腰文鳥是梅花雀科文鸟属的一种，俗名白背文鸟、尖尾文鳥、十姐妹、白腰算命鸟、禾谷，是一種來自梅花雀科的小型雀形目鳥類。這些鳥類與雀科（Fringillidae）或麻雀科（Passeridae）並無親緣關係。
它原產於熱帶亞洲大陸及一些鄰近島嶼，並已在日本部分地區自然化。其馴化的後代十姐妹或孟加拉雀 （Bengalese finch），作為寵物和生物學的模式生物遍布全球。

## 分類
1760年，法國動物學家馬蒂蘭·雅克·布里松在他的《鳥類學》Ornithologie中描述了白腰文鳥，根據他認為來自波旁島（今留尼旺）的標本進行描述。但現在認為該標本來自斯里蘭卡。 他使用了法文名稱Le gros-bec de l'Isle de Bourbon，並創造了拉丁名Coccothraustes Borbonica。 儘管布里松創造了拉丁名，但這些名稱不符合雙名法，因此不被國際動物命名法委員會承認。 1766年，瑞典博物學家卡爾·林奈更新了他的《自然系統》自然系統，在第十二版中加入了布里松先前描述的240種鳥類。 其中之一便是白腰文鳥。林奈提供了簡短的描述，並創造了雙名法名稱Loxia striata，並引用了布里松的作品。 其種小名striata源自拉丁語，意為「條紋狀的」。 此物種現歸入英國博物學家威廉·亨利·賽克斯於1832年創立的文鳥屬（Lonchura）。
該物種有六個亞種：
- L. s. acuticauda（霍奇森，1836）－印度北部平原低於約1,500米海拔，往北至喜馬拉雅山脈的不丹和尼泊爾山麓地區，至印度北阿坎德邦的德拉敦地區，橫跨孟加拉國至中南半島北部

上半部為中棕色，臉部和飛羽除外，下半部為米色
- L. s. striata（林奈，1766）－印度南部平原，斯里蘭卡

上半部為深巧克力棕色，下半部為白色
- L. s. fumigata（瓦爾登，1873）－安達曼群島
- L. s. semistriata（休姆，1874）－卡爾尼科巴島和尼科巴群島中部（楠考里島）
- 白腰文鸟云南亚种　L. s. subsquamicollis（貝克，1925）－馬來半島至中南半島南部。在中国大陆分布於云南、海南等地。该物种的模式产地在缅甸的Bankasoon,Tenasserim[11]。
- 白腰文鸟华南亚种 L. s. swinhoei（卡巴尼斯，1882）－在中国大陆，分布于四川、云南、广西以东的南部各省、直至台湾、北抵陕西、河南、安徽、江苏、浙江等地。该物种的模式产地在中国[12]。

一種叫做十姐妹 （society finch）的馴化雜交種，有時被稱為Lonchura domestica，據一些來源稱其祖先中含有L. s. striata，但其他理論則認為白喉文鳥也對其基因有貢獻。這種具有多種羽毛變異的雜交種據信是由日本的鳥類飼養者培育出的。

## 描述
白腰文鳥約有10至11 厘米長，喙短粗呈灰色，尾巴長而尖黑。成鳥的背部和胸部為棕色，下半部較淺，臀部為白色。各亞種之間略有差異，但所有亞種的雌雄鳥幾乎無法區分；雄鳥的頭部和喙更為粗壯。

## 棲地與分佈
成群出現於海岸濕地、平地到低海拔的草叢中，多见于农作区及山脚地带、也见于小溪、池塘边、庭院内的灌木丛或竹林间、巢多筑于山旁、村庄附近以及溪沟边或庭园内的竹丛、灌丛或针、阔叶树上，分布于日本（引进种）、老挝、孟加拉国、不丹、中国（四川、云南以东的华南各省）、越南、印度、台湾、泰国、印度尼西亚、缅甸、斯里兰卡、马来西亚、尼泊尔、新加坡和柬埔寨。该物种的模式产地在斯里兰卡，保护状况被评为无危。
白腰文鳥是常見的留鳥，分佈範圍從印度次大陸到中國南部、東至台灣，並通過東南亞南至蘇門答臘。牠們常見於開闊的林地、草地和灌木叢，且能很好地適應農業用地。牠們是一種群居鳥類，主要以種子為食，成群地在灌木叢中移動，有時會與其他鳥類如棕頭幽鶥（Pellorneum ruficeps）一起覓食。其巢是一個大型的圓頂草巢，築於樹上、灌木中或草叢中，每窩可產三至八顆白色的蛋。 牠們也常使用黃胸織布鳥（Baya weaver）的廢巢。牠們常在水邊發現，並被觀察到取食藻類。據推測，牠們從稻田中的藻類（如水綿）中獲取蛋白質。
牠們在其廣大的分佈範圍內是常見且廣泛分佈的鳥類，因此不被IUCN視為受威脅物種。事實上，在一些地區，牠們可能會成為黍和類似穀物的害鳥。即使是分佈範圍有限的尼科巴群島亞種似乎也能很好地適應人類聚居地。由於牠們的顏色較為黯淡且習慣隱匿於茂密的灌木叢中，即便牠們的數量可觀，牠們也不一定很顯眼。

## 繁殖
繁殖期於每年的四月至七月。
通常活動於草叢，稻田中，在榕樹、相思樹等上築巢，以草葉編織成球狀鳥巢。

## 外部連結
- 白腰文鳥(Lonchura striata)鳴聲(1) （页面存档备份，存于）香港觀鳥會鳥鳴集
- 白腰文鳥(Lonchura striata)鳴聲(2) （页面存档备份，存于）香港觀鳥會鳥鳴集